# Producers Guild of America

Logo der Producers Guild of America

Die Producers Guild of America (PGA) ist ein Berufsverband, der Fernsehproduzenten, Filmproduzenten und Hersteller der Neuen Medien in den Vereinigten Staaten vertritt. Die Mitgliedschaft der PGA umfasst weltweit über 7.000 Mitglieder des produzierenden Gewerbes. Ihre Ko-Präsidenten sind Gail Berman & Lucy Fisher. Die PGA wird von einem nationalen Vorstand beaufsichtigt. Vance Van Petten ist seit dem Jahr 2000 der Nationale Exekutivdirektor der Organisation.
Die Producers Guild of America bietet ihren Mitgliedern eine Reihe von Vorteilen, darunter Kranken- und Rentenversicherung, Seminare und Mentorenprogramme, Zugang zu Sondervorführungen von Filmen während der Oscar-Saison sowie Unterstützung bei den Arbeitsbedingungen und Abspannzeiten. Im Jahr 2015 betrug das Geschlechterverhältnis der Mitglieder der PGA 57 % männlich und 43 % weiblich.

## Geschichte
Die PGA ging aus der 1950 gegründeten Screen Producers Guild  und der  1957 gegründeten Television Producers Guild hervor, die sich 1962 vereinigten. 2001 fusionierte die PGA mit der American Association of Producers  und vertritt seither alle Mitglieder eines Produktionsstabes.
Seitdem ist die PGA in drei Konzile unterteilt:
- den Producers Council (für Produzenten, ausführende Produzenten und Koproduzenten)
- den AP Council (Produktionsleiter, Produktionsassistenten, Produktionskoordinatoren, Mitarbeiter der Postproduktion)
- den New Media Council für die Produzenten Neuer Medien

Im selben Jahr wurde eine regionale Sektion der PGA für die Ostküste in New York City gegründet.

## Producers Guild of America Awards
Die seit 2002 vergebenen Producers Guild of America Awards wurden erstmals als Golden Laurel Awards im Jahr 1990 vergeben und zeichnen nach dem Vorbild der Academy Awards besondere Leistungen von Filmschaffenden aus. Erste Preisträger des Golden Laurel Awards waren 1990 Richard D. Zanuck und Lili Zanuck für Miss Daisy und ihr Chauffeur.